# Louis Liagre
Louis Liagre est un prélat catholique français né le 5 septembre 1883 à Tourcoing (Nord) et mort le 10 août 1955 à La Rochelle (Charente-Maritime).

## Biographie
Louis Marie Joseph Liagre est le fils de Louis Liagre, négociant en laines, et de Stéphanie van Oost.
Ordonné prêtre le 5 juin 1909, il s'implique dans l'Action catholique et initie la Jeunesse ouvrière chrétienne féminine (JOCF) dans le diocèse de Lille, dont il devient l'aumônier national en 1934.
Sacré évêque de La Rochelle, il y poursuit le développement de l'Action catholique.

## Distinctions
- Chevalier de la Légion d'honneur (9 juillet 1949)[1]
- Croix de guerre 1914–1918

## Publications
- Statuts synodaux du diocèse de La Rochelle et Saintes (1949)
- La Messe (1946)
- Catéchisme à l'usage des diocèses de France (1938)

## Sources
- Son Excellence Monseigneur Louis Liagre, 5 septembre 1883 - 10 août 1955 : Évêque de La Rochelle et Saintes 1938-1955, Imprimerie de l'Ouest